# 布伯 (元朝)
布伯（？—？）元朝军官。亦思馬因之子，世袭亦思馬因职务。 色目人。西域旭烈（今阿富汗赫拉特）人。
元军渡江，宋朝军队屯兵南岸，拥舟师迎战，布伯于北岸使用回回炮将宋军军舰全部击沉。后来每战用之，皆有功。至元十八年（1281年），佩三珠虎符，加镇国上将军、回回砲手都元帅。次年，改军匠万户府万户。改任刑部尚书，不久又改任通奉大夫、浙东道宣慰司宣慰使，赐钞二万五千贯，养老。 

## 家属
儿子哈散，廕授昭信校尉、高邮府同知。
弟弟亦不剌金。